# Chet Baker and His Quintet with Bobby Jaspar
| Recensione | Giudizio |
| ---------- | -------- |
| AllMusic   |          |

Chet Baker and His Quintet with Bobby Jaspar è un album a nome Chet Baker and His Quintet with Bobby Jaspar, pubblicato dall'etichetta discografica francese Barclay Records nel 1957.

## Tracce

### LP
Lato A
1. How About You – 4:32 (musica: Burton Lane) – Registrato il 26 dicembre 1955 a Parigi
2. Once in a While – 5:39 (testo: Bud Green – musica: Michael Edwards) – Registrato il 28 novembre 1955 a Parigi
3. Chekeetah – 6:05 (musica: Phil Urso) – Registrato il 26 dicembre 1955 a Parigi
4. Alone Together – 3:55 (testo: Howard Dietz – musica: Arthur Schwartz) – Registrato il 28 novembre 1955 a Parigi
5. Chet – 3:12 (musica: Pierre Michelot) – Registrato il 25 ottobre 1955 a Parigi

Lato B
1. Dinah – 3:06 (testo: Sam M. Lewis, Joe Young – musica: Harry Akst) – Registrato il 25 ottobre 1955 a Parigi
2. Tasty Pudding – 4:47 (musica: Al Cohn) – Registrato il 10 febbraio 1956 a Parigi
3. Anticipated Blues – 2:33 (musica: Chet Baker) – Registrato il 10 febbraio 1956 a Parigi
4. Vline – 2:58 (musica: Christian Chevallier) – Registrato il 15 marzo 1956 a Parigi
5. Exitus – 8:34 (musica: Phil Urso) – Registrato il 28 novembre 1955 a Parigi

### CD
Edizione CD, pubblicato nel 2014 dal titolo I Get Chet, Cheesecake Records (8244)
1. How About You? – 4:32 (musica: Burton Lane)
2. Once in a While – 5:39 (testo: Bud Green – musica: Michael Edwards)
3. Cheketah – 6:05 (musica: Phil Urso)
4. Alone Together – 3:55 (testo: Howard Dietz – musica: Arthur Schwartz)
5. Chet – 3:12 (musica: Pierre Michelot)
6. Dinah – 3:06 (testo: Sam M. Lewis, Joe Young – musica: Harry Akst)
7. Tasty Pudding – 4:47 (musica: Al Cohn)
8. Anticipated Blues – 2:33 (musica: Chet Baker)
9. V Line – 2:58 (musica: Christian Chevallier)
10. Exitus – 8:34 (musica: Phil Urso)
11. Cheryl – 3:16 (musica: Charlie Parker) – Traccia bonus - Registrato il 10 febbraio 1956 a Parigi
12. Exitus (quintet version) – 4:19 (musica: Phil Urso) – Traccia bonus - Registrato il 26 dicembre 1955 a Parigi, Francia
13. Dear Old Stockholm – 7:48 (musica: Tradizionale) – Traccia bonus - Registrato il 26 dicembre 1955 a Parigi, Francia
14. All the Things You Are – 5:46 (testo: Oscar Hammerstein II – musica: Jerome Kern) – Traccia bonus - Registrato il 28 novembre 1955 a Parigi, Francia
15. Everything Happens to Me – 3:40 (testo: Tom Adair – musica: Matt Dennis) – Traccia bonus - Registrato il 28 novembre 1955 a Parigi, Francia
16. V Line (first version) – 3:07 (musica: Christian Chevalier) – Traccia bonus - Registrato il 25 ottobre 1955 a Parigi, Francia
17. In Memory of Dick – 2:56 (musica: Bobby Jaspar) – Traccia bonus - Registrato il 25 ottobre 1955 a Parigi, Francia

## Musicisti
How About You / Chekeetah /  Exitus (quintet version) / Dear Old Stockholm
- Chet Baker – tromba
- Bobby Jaspar – sassofono tenore
- Maurice Vander – pianoforte
- Benoit Quersin – contrabbasso
- Jean-Louis Viale – batteria

Once in a While / Alone Together / Exitus
- Chet Baker – tromba
- Raymond Fol – pianoforte
- Benoit Quersin – contrabbasso
- Jean-Louis Viale – batteria

Chet / Dinah / V Line (first version) / In Memory of Dick
- Chet Baker – tromba
- Benny Vasseur – trombone
- Jean Aldegon – sassofono alto
- Armand Migiani – sassofono tenore°
- William Boucaya – sassofono baritono°
- René Urtreger – pianoforte
- Jimmy Bond – contrabbasso
- Nils-Bertil (Bert) Dahlander – batteria

°Musicisti inseriti nei crediti del CD dal titolo I Get Chet...
Tasty Pudding / Anticipated Blues / Cheryl
- Chet Baker – tromba
- Jean-Louis Chautemps – sassofono tenore
- Francy Boland – pianoforte
- Eddie De Haas – contrabbasso
- Charles Saudrais – batteria

Vline
- Chet Baker – tromba
- Benny Vasseur – trombone
- Teddy Ameline – sassofono alto
- Armand Migiani – sassofono tenore
- William Boucaya – sassofono baritono
- Francy Boland – pianoforte
- Benoit Quersin – contrabbasso
- Pierre Lemarchand – batteria [2][3]